# Jewgienij Miedwiediew
Jewgienij Władimirowicz Miedwiediew (ros. Евгений Владимирович Медведев; ur. 27 sierpnia 1982 w Czelabińsku) – rosyjski hokeista, reprezentant Rosji, olimpijczyk.

## Kariera
- Mieczeł Czelabińsk (1998-2003)
- Mietałłurg Sierow (2003-2004)
- Mieczeł Czelabińsk (2004-2005)
- Siewierstal Czerepowiec (2005-2007)
- Ak Bars Kazań (2007-2015)
- Philadelphia Flyers (2015-2016)
- Awangard Omsk (2016-2019)

Wychowanek Mieczeła Czelabińsk. Od 2007 zawodnik Ak Barsa Kazań. W maju 2011 przedłużył kontrakt o dwa lata. W czerwcu 2013 przedłużył kontrakt z klubem o cztery lata. Odszedł z klubu w maju 2015 i został wówczas zawodnikiem Philadelphia Flyers. Od lipca 2016 zawodnik Awangardu Omsk, związany dwuletnim kontraktem. Przez trzy sezonem do 2019 był kapitanem drużyny.
Uczestniczył w turniejach mistrzostw świata w 2012, 2013, 2014, 2015 oraz zimowych igrzysk olimpijskich 2014.

## Sukcesy
Reprezentacyjne
- Złoty medal mistrzostw świata: 2009, 2012, 2014
- Srebrny medal mistrzostw świata: 2015

Klubowe
- Złoty medal mistrzostw Rosji: 2009, 2010 z Ak Barsem Kazań
- Puchar Mistrzów: 2007 z Ak Barsem Kazań
- Puchar Kontynentalny: 2008 z Ak Barsem Kazań
- Finał KHL o Puchar Gagarina: 2015 z Ak Barsem Kazań, 2019 z Awangardem Omsk
- Srebrny medal mistrzostw Rosji: 2015 z Ak Barsem Kazań, 2019 z Awangardem Omsk

Indywidualne
- KHL (2010/2011):
  - Trzecie miejsce w klasyfikacji +/- w sezonie zasadniczym: +26
- KHL (2011/2012):
  - Najlepszy obrońca miesiąca: grudzień 2011
  - Mecz Gwiazd KHL
- KHL (2012/2013):
  - Najlepszy obrońca miesiąca: wrzesień 2012
  - Mecz Gwiazd KHL (wybrany wtórnie po odejściu grupy zawodników do ligi NHL)[7]
- Mistrzostwa Świata w Hokeju na Lodzie 2013/Elita:
  - Drugie miejsce w klasyfikacji asystentów wśród obrońców turnieju: 5 asyst
  - Drugie miejsce w klasyfikacji kanadyjskiej wśród obrońców turnieju: 7 punktów[8]
- KHL (2013/2014):
  - Mecz Gwiazd KHL[9]
  - Czwarte miejsce w klasyfikacji asystentów wśród obrońców w sezonie zasadniczym: 21 asyst
- KHL (2017/2018):
  - Trzecie miejsce w klasyfikacji strzelców wśród obrońców w sezonie zasadniczym: 11 goli

Wyróżnienie
- Zasłużony Mistrz Sportu Rosji w hokeju na lodzie: 2012

Odznaczenie
- Order Honoru (2014)[10]